# Karnataka (Cricketteam)
Das Cricketteam von Karnataka (bis 1973 Cricketteam von Mysore) vertritt den Bundesstaat Karnataka im nationalen indischen Cricket. Die 1933 gegründete Mannschaft wird von der Karnataka State Cricket Association (KSCA) verwaltet und ist mit derzeit 8 Siegen nach Mumbai die erfolgreichste Mannschaft im wichtigsten indischen First-Class-Wettbewerb, der Ranji Trophy.

## Geschichte
Cricket wurde ins Königreich Mysore durch die Engländer gebracht und durch den Maharaja Krishnaraja Wadiyar IV. gebilligt. Das Team des Bundesstaates Mysore wurde im Jahr 1930 gegründet. Innerhalb des nationalen indischen Crickets der vom BCCI organisiert wird, sind sie der Zone Süd zugeordnet. Sie waren beteiligt am ersten Spiel der Ranji Trophy, dem wichtigsten indischen First-Class-Cricket-Wettbewerb, als sie im November 1934 gegen Madras verloren. In der Saison 1941/42 konnten sie sich für das Finale der Ranji Trophy qualifizieren, unterlagen dort jedoch gegen Bombay. Zahlreiche Spiele wurden in der frühe Phase im Central College Ground in Bangalore ausgetragen, bevor ab 1969 der KSCA das M. Chinnaswamy Stadium erbauen ließ.
Der erste Gewinn der Ranji Trophy erfolgte in der Saison 1973/74 gegen Rajasthan, als sie auch die Irani Trophy für sich entscheiden konnten. Wiederholen konnten sie dies in der Saison 1977/78, als sie Uttar Pradesh schlugen. Beide Siege erfolgten unter den Kapitän E. A. S. Prasanna. In 1982/83 konnten sie unter der Führung von Brijesh Patel sich mit einem Innings-Sieg gegen Bombay durchsetzen.
Die erfolgreichste Zeit des Teams begann in den 1990er Jahren. So konnten sie unter Kapitän Anil Kumble die Ranji Trophy 1995/96 gegen Tamil Nadu gewinnen. Dies führte dazu, dass zahlreiche Spieler der Mannschaft für die indische Nationalmannschaft eingesetzt wurden (wie Rahul Dravid, Javagal Srinath, Venkatesh Prasad und Sunil Joshi). Weitere Siege erfolgten 1997/98 und 1998/99.
Weitere Erfolge waren die Finalteilnahme in der Ranji Trophy 2009/10, als sie gegen Mumbai mit 6 Runs unterlagen. In 2013/2014 gelang ihnen als erster indischer Club das Triple, als sie neben der Ranji Trophy gegen Maharashtra und der Irani Trophy auch ihren ersten Gewinn der Vijay Hazare Trophy erzielten. Ein Erfolg, den sie im Jahr darauf wiederholen konnten, als sie gegen Tamil Nadu die Ranji Trophy 2014/15 gewannen und gegen Punjab den List-A-Wettbewerb. Insgesamt ist Karnataka damit das zweiterfolgreichste Team der Ranji Trophy mit 14 Finalteilnahmen und 8 Siegen. In 2017/18 konnten sie ihren dritten, und 2019/20 konnten sie mit einem Sieg gegen Tamil Nadu ihre vierte Vijay Hazare Trophy erringen.
In 2018/19 und 2019/20 gelang ihnen auch zwei Mal der Sieg beim indischen Twenty20-Wettbewerb, der Syed Mushtaq Ali Trophy.

## Erfolge

### First-Class Cricket
Gewinn der Ranji Trophy (8): 1973/74, 1977/78, 1982/83, 1995/96, 1997/98, 1998/99, 2013/14, 2014/15
Gewinn der Irani Trophy (6): 1973/74, 1982/83, 1995/96, 1997/98, 2013/14, 2014/15

### One-Day Cricket
Vijay Hazare Trophy (2002/03–heute) (4): 2013/14, 2014/15, 2017/18, 2019/20

### Twenty20
Syed Mushtaq Ali Trophy (2): 2018/19, 2019/20